# Stréber (film)
A Stréber (eredeti cím: Teacher's Pet) 2004-ben bemutatott amerikai 2D-s számítógépes animációs zenés filmvígjáték, amely a Tanárok kedvence című animációs tévéfilmsorozat alapján készült. Bill és Cheri Steinkellner forgatókönyvéből Timothy Björklund rendezte, a főszereplők eredeti hangját Nathan Lane, Kelsey Grammer és Shaun Fleming kölcsönözte.
Az Amerikai Egyesült Államokban 2004. január 16-án mutatták be a Buena Vista Pictures Distribution forgalmazásában. Magyarországon 2005. június 4-én a Cinemax tűzte műsorra.

## Szereplők
- Nathan Lane – Spot Helperman / Scott Leadready II hangja
- Nathan Lane – Scott Manley-Manning hangja
- Shaun Fleming – Leonard Helperman hangja
- Debra Jo Rupp – Mary Lou Helperman hangja
- Kelsey Grammer – Dr. Ivan Krank hangja
- Jerry Stiller – Pretty Boy hangja
- David Ogden Stiers – Mr. Jolly hangja
- Rob Paulsen – Ian Wazselwski hangja
- Wallace Shawn – Principal Strickler hangja
- Paul Reubens – Dennis, az aligátor hangja
- Megan Mullally – Adele, a szúnyog hangja
- Jay Thomas – Barry Anger hangja
- Estelle Harris – Mrs. Boogin hangja
- Rosalyn Landor – Kék tündér hangja
- Mae Whitman – Leslie Dunkling hangja
- Lauren Tom – Younghee hangja
- Pamela Adlon – Tyler hangja
- Pamela Adlon – Taylor hangja
- Pamela Adlon – Trevor hangja
- Genie Francis – Marsha / Marcia hangja
- Anthony Geary – John / Juan hangja
- David Maples – Londoni Tower őre hangja
- Timothy Stack – Apu hangja
- Emma Steinkellner – Kislány hangja
- Ken Swofford – Officer White hangja
- Ken Swofford – White járőr hangja
- Kevin Michael Richardson – Ellenőr hangja

## Betétdalok
- I Wanna Be a Boy – Spot, Leonard, Company
- A Boy Needs a Dog – Leonard, Spot
- A Whole Bunch of World – Mary Lou, Leonard, Scott
- Small But Mighty – Pretty Boy, Mr. Jolly
- I, Ivan Krank – Krank
- I'm Moving On – Mary Lou, Scott, Leonard, Krank, Dennis, Adele, Pretty Boy, Mr. Jolly, Company
- A Boy Needs a Dog (Reprise) – Scott, Leonard
- Proud to Be a Dog – Spot, Leonard, Company
- Teacher's Pet (End Credits) – Christy Carlson Romano

## Érdekességek
- A kék tündér a Pinokkió című Disney filmből való.
- Dr. Ivan Krank uralkodni fog a világ felett, alatta az a hét törpe a Hófehérke és a hét törpe című Disney filmből való.
- A vége főcímben egy kép a Disneylandről, amelyen Leonard, az anyja és a háziállatai Mickey egérrel együtt láthatók.